# Judiska stammar i Arabien
Judiska stammar i Arabien hade migrerat dit före islams tillkomst. Judar som flyttade dit, antagligen som köpmän, integrerades och antog arabiska. Det finns arkeologiska bevis om judisk migration efter Bar Kokhba-revolten från år 132–135. Under 400-talet var många etablerade religioner inklusive judendomen aktiva som missionärer på arabiska halvön.
Under 600-talet såg den islamiske profeten Muhammed de judiska stammarna i Hijaz som ett hot och tog militär kontroll över dem. Han lät judarna behålla sina egna områden på villkor att de avstod hälften av det de producerade till Medina.
Judarna drevs ut från arabiska halvön under kalif Umar ibn al-Khattabs styre (634–644).

## Efter islams ankomst
De judiska stammarna spelade en betydande roll under islams framväxt. Muhammed hade många kontakter med judiska stammar, både urbana och nomader. Att äta fläsk har alltid varit starkt förbjudet i båda religionerna. Muhammed såg kristna och judar (som han båda kallade "bokens folk") som naturliga allierade, som delade grundprinciperna i hans läror.
I Medinakonstitutionen gavs judar jämställdhet med muslimer i utbyte mot politisk lojalitet och fick utöva sin egen kultur och religion. En betydelsefull berättelse som symboliserar den interreligiösa harmonin mellan tidiga muslimer och judar är rabbinen Mukhayriq. Rabbinen var från Banu Nadir och stred tillsammans med muslimer i slaget vid Uhud, och testamenterade hela sin rikedom till Muhammed ifall han skulle dö. Han kallades senare "den bästa av judarna" av Muhammed. Senare, när Muhammed stötte på motstånd från judarna, började muslimer anta en mer negativ syn mot judarna och såg dem som något av femtekolonnare.
Efter tre år av fredlig samexistens bröt judarna den pakt de hade slutit med Muhammed genom att samarbeta med Quraysh för att bekämpa muslimer i Medina, särskilt vid slaget vid vallgraven år 627. Muslimska historiker har bekräftat att Muhammed bad judarna att dra tillbaka sin hjälp till Quraysh men att judarna insisterade på att ge dem hjälp, och även ge dem råd om vad de skulle göra mot muslimerna. När slaget vid vallgraven tog slut, kämpade Muhammed mot judarna för att ha brutit mot deras fredsavtal och för deras samarbete med hedningarna i Mecka. Judarna fördrevs från Medina. Detta markerade början på en stor spänning mellan dem.